# Adolphe Bosquet
Pour les articles homonymes, voir Bosquet (homonymie).
Adolphe Bosquet, est un jurisconsulte et avocat à la Cour de Cassation, né à Bruxelles le 11 thermidor de l'an IX (24 juillet 1801) et décédé le 4 avril 1872.

## Biographie
Il a épousé le 18 septembre 1832 Françoise-Marie Bourgeois, fille du conseiller à la Cour de cassation Balthazar Bourgeois.
Après avoir accompli ses études à l'Université d'État de Louvain d'où il sortit docteur en droit le 9 août 1824, il devint peu de temps après avocat à Bruxelles après avoir prêté son serment le 2 août 1824. C'est le 17 novembre 1832 qu'il fut nommé par arrêté royal avocat à la Cour de cassation.
Il est l'auteur de nombreuses publication juridiques surtout dans le Journal belge des conseils de fabrique et du contentieux des cultes.

## Publications principales
- Dissertatio inauguralis juridica de jure venandi, Louvain, 1824.
- Expulsion des étrangers. Question concernant l'application de la loi de 22 septembre 1835. Mémoire à la Cour de cassation en cause de M. l'administrateur de la Sûreté publique contre Marguerite Jonas, Bruxelles, 1848.